# Hino de Marabá
O Hino de Marabá é o hino oficial de Marabá, município do estado do Pará, Brasil. É um dos três símbolos oficiais, ao lado do brasão e da bandeira.
Foi escrito por Pedro Valle e Moisés da Providência Araújo, com a música de Moisés da Providência Araújo, por encomenda do legislativo e do executivo do município. Foi apresentado em 5 de abril de 1963, por ocasião do cinquentenário da emancipação política de Marabá.